# Clapra deucalion
Clapra deucalion là một loài bướm đêm trong họ Noctuidae.